# 133. vestlige længdekreds
Den 133. vestlige længdekreds (eller 133 grader vestlig længde) er en længdekreds, der ligger 133 grader vest for nulmeridianen. Den løber gennem Ishavet, Nordamerika, Stillehavet, det Sydlige Ishav og Antarktis.